# Чиграй, Зинаида Тимофеевна
Зинаида Тимофеевна Чиграй (1907 год, Тифлисская губерния, Российская империя — 1983 года, Прикумск, Ставропольский край, РСФСР, СССР) — колхозница, звеньевая колхоза «Суворовский», Герой Социалистического Труда (1949).

## Биография
Родилась в 1907 году в крестьянской семье в Тифлисской губернии (сегодня — Грузия). В конце 20-х годов XX столетия переехала в Ставропольский край. В 1930 году вступила в колхоз «Темпельгоф-Бештау», который в 1948 году был переименован в колхоз «Суворовский». Первоначально работала рядовой колхозницей на уборке винограда, позднее была назначена звеньевой виноградарского звена.
В 1948 году виноградарское звено под руководством Зинаиды Чиграй собрало с участка площадью 7 гектара по 81 центнеров винограда шампанских сортов. За этот доблестный труд она была удостоена в 1949 году звания Героя Социалистического Труда.
Работал в колхозе «Суворовский» до выхода на пенсию в 1970 году. Проживала в посёлке Прикумск (сегодня — Будённовск). Скончалась в 1983 году и была похоронена на городском кладбище Будённовска.

## Награды
- Герой Социалистического Труда — указом Президиума Верховного Совета СССР от 5 октября 1949 года;
- Орден Ленина (1949);